# ポール・プルドーム
ポール・プルドーム(Paul Prudhomme、1940年7月13日 - 2015年10月8日)は、ケイジャン料理が専門のアメリカ合衆国の有名な料理人である。ニューオーリンズのトップのレストランの一つK-Paul's Louisiana Kitchenのオーナーでもある。

## 生い立ち
13人兄弟の末っ子として、プルドームは、ルイジアナ州オペルーサスの農家で産まれ育った。家族は料理人として働いており、ラファイエットでレストランを経営していた。

## 経歴
彼は、ニューオーリンズのCommander's Palaceの料理長となった。1979年、彼と最初の妻のケイ・プルドームは、ニューオーリンズのフレンチ・クオーターにK-Paul's Louisiana Kitchenを開店した。

## 私生活
2008年3月、プルドームは、ゴルフ大会チューリッヒ・クラシック・オブ・ニュー・オーリンズのケータリングを行っていた際、22口径の流れ弾を受けた。彼は最初、腕をハチに刺されただけで、処置をする必要はないと思ったくらいであり、5分もたたずに料理に戻った。
最初の妻とは1993年に死別しているが、2010年10月に2番目の妻ロリ・ベネットと結婚し、ラスベガスで挙式した。彼は、自身最初の料理本のチョコチップクッキーのレシピの中で、初めて彼女について言及した。

## 著書と出演

### 料理本
- Chef Paul Prudhomme's Louisiana Kitchen (April 1984) ISBN 0-688-02847-0
- The Prudhomme Family Cookbook (September 1987) ISBN 0-688-07549-5
- Authentic Cajun Cooking (1984–1989) booklet for Tabasco
- Chef Paul Prudhomme's Louisiana Cajun Magic (Sepeptember 1989) ISBN 0-517-68642-2
- Chef Paul Prudhomme's Seasoned America (October 1991) ISBN 0-688-05282-7
- Chef Paul Prudhomme's Fork in the Road (October 1993) ISBN 0-688-12165-9
- Chef Paul Prudhomme's Pure Magic (June 1995) ISBN 0-688-14202-8
- Chef Paul Prudhomme's Fiery Foods That I Love (November 1995) ISBN 0-688-12153-5
- Chef Paul Prudhomme's Kitchen Expedition (July 1997) ISBN 0-9656348-0-9
- Chef Paul Prudhomme's Louisiana Tastes (February 2000) ISBN 0-688-12224-8
- Chef Paul Prudhomme's Always Cooking (January 2007) ISBN 0-9791958-0-2

### ビデオ
- Louisiana Kitchen: Vol. 1: Cajun Blackened Redfish (October 1986)
- Louisiana Kitchen: Vol. 2: Cajun & Creole Classics (October 1990)
- Biography: Paul Prudhomme: Cajun Sensation (December 2009)

### テレビ番組
プルドームは、ニューオーリンズの公共放送サービスWYES-TVで、5シーズンの料理番組を担当した。
- Fork In The Road (26 episodes, 1995)
- Fiery Foods (26 episodes, 1996)
- Kitchen Expedition (26 episodes, 1997)
- Louisiana Kitchen (26 episodes, 1998)
- Always Cooking (26 episodes, 2007)